# Loire 210
Loire 210 – francuski pływakowy samolot myśliwski z okresu II wojny światowej.

## Historia
W związku  z zapotrzebowaniem lotnictwa francuskiej Marynarki Wojennej w wytwórni Loire Aviation opracowano pływakowy samolot myśliwski, który otrzymał oznaczenie Loire 210. Jego konstrukcja była oparta na produkowanym w firmie samolocie myśliwskim Loire 46, przy czym zbudowano go w postaci dolnopłatu oraz zamontowano centralny pływak bezpośrednio pod kadłubem, oraz dwa małe boczne pływaki pod skrzydłami. 
Prototyp został oblatany w dniu 21 marca 1935 roku, spełniał on wszystkie wymogi zamawiającego. W związku z tym zgłoszono go do konkursu na samolot myśliwski dla marynarki, w którym jego konkurentami były samoloty: Bernard H-110, Potez 452 i Romano R.90. W tym konkursie zwyciężył. W związku z tym marynarka zamówiła 20 samolotów tego typu, przy czym samoloty seryjne miały mieć zamontowane 4 karabiny maszynowe zamiast dwóch, które były w prototypie. Budowę tych samolotów ukończono w listopadzie 1938 roku. 
Ostatecznie zbudowano 21 samolotów tego typu, wliczając w to prototyp, dalszych prac nad tym typem nie prowadzono, gdyż wobec szybkiego rozwoju lotnictwa okazało się, że nie spełnia on wymogów pola walki.

## Użycie w lotnictwie
Samolot Loire 210 na początku 1939 roku wprowadzono do lotnictwa Marynarki Wojennej, zostały w nie wyposażone eskadry: HC1, która stacjonowała na francuskim tendrze lotniczym „Commandant Teste” i HC2, której samoloty stacjonowały na francuskich pancernikach.
Jednak już w listopadzie 1939 roku obie eskadry zostały rozwiązane, a samoloty skreślone z uzbrojenia.

## Opis techniczny
Wodnosamolot pływakowy Loire 210 był dolnopłatem o konstrukcji metalowej. Kadłub mieścił odkrytą kabinę pilota. Napęd stanowił 9-cylindrowy silnik gwiazdowy, chłodzony powietrzem. Pod kadłubem umieszczono centralny pływak. Pod płatami znajdowały się mniejsze pływaki boczne. Był przystosowany do startu za pomocą katapulty.
Uzbrojenie stanowiły 4 karabiny maszynowe Darne kal. 7,5 mm umieszczone w skrzydłach po dwa na każdym płacie. 